# Hoya pottsii
Hoya pottsii là một loài thực vật có hoa trong họ La bố ma. Loài này được Traill mô tả khoa học đầu tiên năm 1830.